# جام بزرگ والیبال قهرمانان جهان ۲۰۰۱
جام بزرگ والیبال قهرمانان جهان در سال ۲۰۰۱ ، از ۲۰ تا ۲۵ نوامبر ۲۰۰۱ ( ۲۹ آبان تا ۴ آذر ۱۳۸۰ ) در ناگویا و توکیو ، ژاپن برگزار شد. 

## قوانین مسابقات
قوانین رقابت های جام بزرگ والیبال قهرمانان جهان در سال ۲۰۰۱، سیستم تک حذفی بود. هر تیم یک بار در برابر هر ۵ تیم باقی مانده بازی می کند. در کل مسابقات امتیازات جمع می شد و جایگاه پایانی با کل امتیازات کسب شده مشخص می شد.

## سالنها
- سالن نیپون گایشی, ناگویا, ژاپن
- ورزشگاه متروپولیتن توکیو, توکیو, ژاپن

## نتایج
- همه زمان ها زمان استاندارد ژاپن است ( UTC + 09: 00 ).

|      |           |          | مسابقات | مسابقات | ست‌ها | ست‌ها | ست‌ها  | امتیازها | امتیازها | امتیازها |
| رتبه | تیم       | امتیازها | برد     | باخت    | برد  | باخت | نسبت  | برد      | باخت     | نسبت     |
| ---- | --------- | -------- | ------- | ------- | ---- | ---- | ----- | -------- | -------- | -------- |
| ۱    | کوبا      | ۱۰       | ۵       | ۰       | ۱۵   | ۳    | ۵٫۰۰۰ | ۴۳۰      | ۳۵۶      | ۱٫۲۰۸    |
| ۲    | برزیل     | ۹        | ۴       | ۱       | ۱۴   | ۴    | ۳٫۵۰۰ | ۴۲۲      | ۳۵۶      | ۱٫۱۸۵    |
| ۳    | یوگسلاوی  | ۸        | ۳       | ۲       | ۹    | ۷    | ۱٫۲۸۶ | ۳۷۸      | ۳۲۶      | ۱٫۱۶۰    |
| ۴    | کرهٔ جنوبی | ۷        | ۲       | ۳       | ۷    | ۱۰   | ۰٫۷۰۰ | ۳۶۹      | ۳۹۴      | ۰٫۹۳۷    |
| ۵    | ژاپن      | ۶        | ۱       | ۴       | ۴    | ۱۴   | ۰٫۲۸۶ | ۳۶۱      | ۴۲۶      | ۰٫۸۴۷    |
| ۶    | آرژانتین  | ۵        | ۰       | ۵       | ۴    | ۱۵   | ۰٫۲۶۷ | ۳۵۷      | ۴۵۹      | ۰٫۷۷۸    |

### مسابقات ناگویا
| تاریخ | ساعت  |           | امتیاز |          | ست ۱  | ست ۲  | ست ۳  | ست ۴  | ست ۵  | مجموع   | گزارش |
| ----- | ----- | --------- | ------ | -------- | ----- | ----- | ----- | ----- | ----- | ------- | ----- |
| ۲۰ ن  | ۱۴:۰۰ | کرهٔ جنوبی | ۱–۳    | برزیل    | ۲۱–۲۵ | ۲۱–۲۵ | ۲۵–۱۹ | ۱۹–۲۵ |       | ۸۶–۹۴   | P2    |
| ۲۰ ن  | ۱۶:۰۰ | کوبا      | ۳–۰    | یوگسلاوی | ۲۵–۲۰ | ۲۵–۲۲ | ۲۵–۲۳ |       |       | ۷۵–۶۵   | P2    |
| ۲۰ ن  | ۱۹:۰۰ | ژاپن      | ۳–۲    | آرژانتین | ۲۴–۲۶ | ۲۵–۲۱ | ۲۲–۲۵ | ۲۵–۱۷ | ۱۵–۱۳ | ۱۱۱–۱۰۲ | P2    |
| ۲۱ ن  | ۱۴:۰۰ | کرهٔ جنوبی | ۰–۳    | کوبا     | ۱۷–۲۵ | ۱۷–۲۵ | ۲۲–۲۵ |       |       | ۵۶–۷۵   | P2    |
| ۲۱ ن  | ۱۶:۰۰ | برزیل     | ۳–۰    | آرژانتین | ۲۵–۱۶ | ۲۵–۱۵ | ۲۵–۷  |       |       | ۷۵–۳۸   | P2    |
| ۲۱ ن  | ۱۹:۰۰ | یوگسلاوی  | ۳–۰    | ژاپن     | ۲۵–۱۵ | ۲۵–۱۸ | ۲۵–۱۷ |       |       | ۷۵–۵۰   | P2    |

### مسابقات توکیو
| تاریخ | ساعت  |           | امتیاز |           | ست ۱  | ست ۲  | ست ۳  | ست ۴  | ست ۵  | مجموع   | گزارش |
| ----- | ----- | --------- | ------ | --------- | ----- | ----- | ----- | ----- | ----- | ------- | ----- |
| ۲۳ ن  | ۱۳:۰۰ | کوبا      | ۳–۲    | برزیل     | ۲۵–۲۱ | ۲۲–۲۵ | ۲۰–۲۵ | ۲۵–۲۰ | ۱۵–۱۱ | ۱۰۷–۱۰۲ | P2    |
| ۲۳ ن  | ۱۵:۰۰ | آرژانتین  | ۱–۳    | یوگسلاوی  | ۲۵–۲۲ | ۲۱–۲۵ | ۱۱–۲۵ | ۱۸–۲۵ |       | ۷۵–۹۷   | P2    |
| ۲۳ ن  | ۱۸:۰۰ | ژاپن      | ۰–۳    | کرهٔ جنوبی | ۲۱–۲۵ | ۲۱–۲۵ | ۲۵–۲۷ |       |       | ۶۷–۷۷   | P2    |
| ۲۴ ن  | ۱۳:۰۰ | کوبا      | ۳–۱    | ژاپن      | ۲۲–۲۵ | ۲۵–۱۸ | ۲۵–۱۸ | ۲۵–۱۳ |       | ۹۷–۷۴   | P2    |
| ۲۴ ن  | ۱۵:۰۰ | کرهٔ جنوبی | ۳–۱    | آرژانتین  | ۲۳–۲۵ | ۲۷–۲۵ | ۲۵–۲۱ | ۲۵–۱۲ |       | ۱۰۰–۸۳  | P2    |
| ۲۴ ن  | ۱۸:۰۰ | برزیل     | ۳–۰    | یوگسلاوی  | ۲۶–۲۴ | ۲۵–۲۰ | ۲۵–۲۲ |       |       | ۷۶–۶۶   | P2    |
| ۲۵ ن  | ۱۳:۰۰ | آرژانتین  | ۰–۳    | کوبا      | ۱۸–۲۵ | ۱۷–۲۵ | ۲۴–۲۶ |       |       | ۵۹–۷۶   | P2    |
| ۲۵ ن  | ۱۵:۰۰ | یوگسلاوی  | ۳–۰    | کرهٔ جنوبی | ۲۵–۱۶ | ۲۵–۱۸ | ۲۵–۱۶ |       |       | ۷۵–۵۰   | P2    |
| ۲۵ ن  | ۱۸:۰۰ | ژاپن      | ۰–۳    | برزیل     | ۲۱–۲۵ | ۱۹–۲۵ | ۱۹–۲۵ |       |       | ۵۹–۷۵   | P2    |

## جدول پایانی
| رتبه | تیم       |
| ---- | --------- |
| 1    | کوبا      |
| 2    | برزیل     |
| 3    | یوگسلاوی  |
| ۴    | کرهٔ جنوبی |
| ۵    | ژاپن      |
| ۶    | آرژانتین  |

| جام بزرگ قهرمانان جهان ۲۰۰۱ |
| --------------------------- |
| · کوبا · اولین عنوان        |

## جوایز
- باارزشترین بازیکن:  ایوان میلیکوویچ
- امتیاز آورترین بازیکن:  ایوان میلیکوویچ
- بهترین آبشار زن:  کیم سان وو
- بهترین مدافع:  آندریا گریچ
- بهترین سرویس زن:  آنجل دنیس
- بهترین پاسور:  آلن روکا
- بهترین دریافت کننده:  واسا مییچ